# Ford Street Racing
Ford Street Racing es un videojuego de carreras para la Xbox, Windows, PlayStation 2 y PlayStation Portable (PSP). El juego fue vendido como Ford Street Racing en la PC mientras los varios lanzamientos de consola donde dieron nombres específicos de región. Son como le sigue: Ford Bold Moves Street Racing en los Estados Unidos y Canadá, Ford Street Racing: L.A. Duel en la Europa, y Ford Street Racing: XR Edition en Australia y Nueva Zelanda. Fue lanzado el 19 de septiembre de 2006 en los Estados Unidos. Fue desarrollado por Razorworks y publicado por Empire Interactive bajo el estandarte Empire en los Estados Unidos y bajo el estandarte de Xplosiv en el resto del mundo.

## Jugabilidad

### Consola y PC
La versión de consola y PC del juego tiene 18 autos, mientras la Australiana XR Edition cambiaron 3 autos estándar por 3 icónicos Falcons del mercado Australiano. El juego tiene modos campeonato de equipo y solo así como un modo "Arcade". El modo equipo permite al jugador conmutar entre los autos en el equipo del jugador durante la carrera; autos que no son conducidos por el jugador son conducidos por la IA del juego hasta que el jugador lo selecciona. El jugador tiene para jugar y ganar varios campeonatos para desbloquear nuevas pistas, nuevos vehículos y desbloquear nuevos torneos para ganar dinero para comprar nuevamente desbloquear los vehículos y/o reparar unos que están actualmente en posesión. Estos autos desbloqueados, pistas, y tipos de carreras pueden ser corridas, sin consecuencia en los Solo Racing y Team Racing. Notables autos figuran en el juego incluidos Ford Mustang Boss 302, Ford RS200, Ford GT, Ford Lightning y el Ford Mustang SVT Cobra.

### Sony PSP
Las versiones de PSP donde se vendieron con el mismo título regional charla las versiones de consola recibieron, pero "en una sustancialmente forma expandida, con más autos, pistas, modos de equipo que también las versiones de consola tuvo para ofrecer"  Comparado a las versiones de consola, el mercado US Bold Moves y El mercado EU L.A. Duel añadieron seis autos extra (aproximado el total a 24) y seis nuevas pistas (haciendo un total de 18). La Australiana XR Edition añadió dos sedán Falcon (un 1970 Falcon GT-HO y un 2005 Falcon GT-XR8) y un 2005 Falcon XR8 ute para el garage, haciendo por un total de 27 vehículos. Todos otros aspectos de los tres son lo mismo.
La jugabilidad en las versiones de Sony PSP es similar al de las console en que el jugador tiene ganar varios campeonatos solo y equipo para desbloquear nuevas pistas, vehículos y torneos para ganar dinero para comprar los vehículos y/o repararlos. Estos autos, pistas, y tipos de carreras pueden ser corridas sin consecuencia, en el modo Arcade. Una diferencia de las versiones de consola es que el daño es solo superficial y el rendimiento del vehículo no es afectado por daño de choque.

## Recepción
Las versiones de PlayStation 2 y PSP recibieron críticas mixtas, y las versiones para PC y Xbox recibieron críticas generalmente desfavorables.
VideoGamer.com revisó la versión de PSP y observó las "impresionantes imágenes y algunos controles estrictos". Douglass C. Perry de IGN llamó a la versión de PSP, "El juego de carreras más malo del año".
Revista oficial de Xbox criticó el juego y le dio al juego una calificación de 4 sobre 10. PC Zone, que le dio al juego 6.2 de 10, señaló su aspecto de carrera en equipo pero escribió "el manejo es bastante lanoso y no hay una sensación real de velocidad".